# 카를 루트비히 크리스챤 륌케르

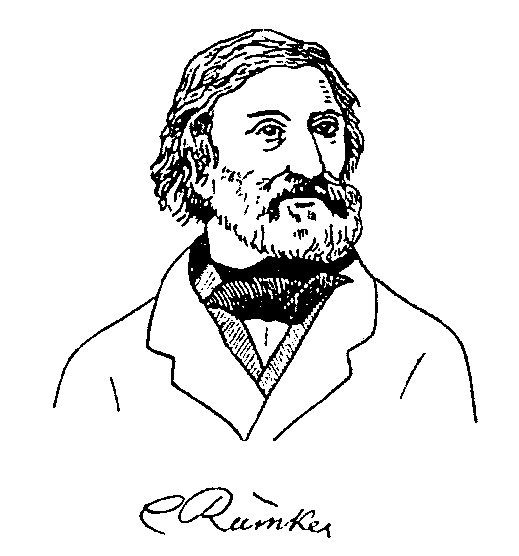
Carl Ludwig Christian Rümker.

카를 루트비히 크리스챤 륌케르(Karl Ludwig Christian Rümker) (1788년 5월 28일 -1862년 12월 21일)는 독일의 천문학자이다. 영어 철자는 Carl Ludwig Christian Rümker로 쓰기도 한다. Charles Rümker, Charles Rumker, Charles Luis Rumker, Christian Carl Ludwig Rümker, 또는 Dr. Charles Stargard Rumker로도 알려져 있다.

## 어린 시절 (1788-1821)
륌케르는 독일 메클렌부르크, 부르크 슈타르가르트(Burg Stargard)에서 궁정 카운셀러(court-councillor)인 J. F. 륌케르의 아들로 태어났다. 그는 수학에 적성을 보여 주었고 베를린 건축가 아카데미(Builders 'Academy)에서 1807년 마스터 빌더로 졸업했다. 하지만 그는 건축가로 경력을 쌓지 않고 함부르크에서 잉글랜드로 건너가 1809년까지 수학을 가르쳤다.
륌케르는 영국 동인도 회사의 중개인(midshipman)으로 근무하여, 1811년부터 1813년까지 영국 상선에서 근무했다. 1813년 7월 그는 프레스 갱 (Pressgang)에 체포되어 영국 왕립 해군에 합류했다. 그는 영국 해군의 HMS 벤 보우 호, 몬 태규 호와 알비온 호에서 1817년까지 교장으로 근무했는데, 알비온 호 근무 중 1816년에는 알제로의 탐험에도 참여하였다. 1817년에 오스트리아 천문학자인 프란츠차베르 데 자하 남작(Baron Franz-Xaver de Zach)을 만났는데, 그는 륌케르가 천문학을 연구하도록 영향을 주었다. 륌케르는 함부르크에서 1819년부터 1820년까지 항법학교의 교장이었다.

## 뉴 사우스 웨일즈 (호주)에서의 생활 (1821-1830)
1821년 륌케르는 토마스 브리즈번 경(Sir Thomas Brisbane)이 패러매타에 지은 천문대의 천문학자로 뉴사우스웨일스주에 갔다. 제임스 던롭은 2급 조수였다. 륌케르는 1822년 6월 2일 엥케 혜성을 재발견하여 상금 100 파운드와 함께 영국 왕립천문학회의 은메달을 수상하고 프랑스 학사원의 금메달을 받았다. 1823년 6월 브리즈번 경과 결별하면서 천문대를 떠났다. 그는 과학적인 연구에 자신의 시간을 전념할 것으로 약속하여 네핀 강(Nepean River) 서부 지역에 1,000 에이커 (4.0 km2)의 부지를 양도받았다. 브리즈번은 1823년 11월, 제3대 배서스트 백작인 헨리 배서스트 백작에게 륌케르가 약속을 전혀 지키지 않아 300 에이커 (1.2 km2)를 초과하는 부지에 대해서는 확정하지 않아야 한다고 요청하였다. 그러나 배서스트 백작은 더 조사를 하면 누구의 주장이 옳은 지에 대한 조사가 될 것이라는 점을 깨닫고 브리즈번 경의 요청을 거부하였다. 브리즈번이 출발 한 후 륌케르는 1826년 5월 정부에 의해 천문대 관측에 배치되었으며, 최초로 정부 천문학자의 직책을 맡았다. 륌케르는 자오선을 측정하는 것으로 예정되어 있었는데, 이를 위해서는 측정기구를 런던으로부터 구입할 필요가 있어 1829년 1월 호주를 떠났다.
패러매타에서 그의 관찰 결과는 1829년 영국 왕립학회의 《필로소피컬 트랜잭션 파트 3》(Philosophical Transactions Part III)과 영국 왕립천문학회의 《메무아즈 제3권》(Memoirs Vol. III.)에 발간되었다. 그는 또한 오스트레일리아에서 출판된 최초의 과학 논문집으로 필드 남작(Barron Field)이 편집한 뉴사우스 웨일즈의 《지오그래피컬 메무아즈》(Geographical Memoirs)에 논문을 기고했다. 영국에서 륌케르는 왕립천문학회의 회장인 제임스 사우스(James South)와 분쟁을 하였는데, 그는 륌케르를 영국의 공직에서 면직시켰다.

## 독일 함부르크에서의 삶 (1830-1857)
륌케르는 1830년 유럽에 귀환하여 1830년 요한 게오르그 렙졸트(Johann Georg Repsold)가 사망한 후 새롭게 건축한 함부르크 천문대(Hamburg Observatory)를 맡았다. 그의 주요 연구는 별의 목록 작성에 관한 것이었는데, 1832년 함부르크에서 남반구 별의 예비 카탈로그가 출판되었고, 1846 ~ 1852년에 그는 12,000 개의 별이 수록된 광범위한 카탈로그를 출판했다. 그는 1833년부터 1857년까지 크리스챤 카를 루트비히 륌케르(Christian Karl Ludwig Rümker)의 이름으로, 당시 슈타드발(Stadtwall)에 소재하고 함부르크 시의 후원을 받던 함부르케르 슈테른바르테(Hamburger Sternwarte, 함부르크 천문대)의 천문대장으로 근무하였다.

## 생애 말기 및 유산 (1857-1862)
1857년 포르투갈의 리스본에 거주하다가 1862년에 사망했다. 그의 아들도 함부르크에서 1832년 태어난 게오르그 프리드리히 빌헬름 륌케르(Georg Friedrich Wilhelm Rümker)라는 천문학자였다. 그는 1857년 함부르케르 슈테른바르테(함부르크 천문대)의 소장으로 취임하여 1900년 사망할 때까지 근무했다. 밀레른토르(Millerntor)의 함부르케르 슈테른바르테는 더 우수한 천문학 관측(망원경이 움직임)을 위해 리카르트 쇼르(Richard Schorr)의 지시 하에 베르게도르프(Bergedorf)로 천문대가 옮겨질 때 철거되어, 현재 이 지역에는 함부르크 박물관이 있다. 1901년부터 1922년까지 베르게도르프(Bergedorf)에 있는 새로운 함부르크 천문대는 륌케르의 카탈로그를 12,000개의 별을 사용하여 갱신했다. 《카를 륌케르스 함부르케르 슈테른페어차이히니스 1845.0》(Carl Rümkers Hamburger Sternverzeichnis 1845.0) 카탈로그는 1923년에 출판되었다.
달의 산인 륌케르 산(Mons Rümker)은 그의 이름을 딴 것이다.

## 주목할만한 저서
- Preliminary catalogue of fixed stars, etc. (1832)
- Handbuch der Schiffahrtskunde (1857)
- Mittlere Örter von 12.000 Fixsternen (1843–1852, 4 parts; new series 1857, 2 parts)
- Längenbestimmung durch den Mond (1849).

## 참고 문헌
- Dr. Charles Stargard Rumker at Astronomical and Meteorological Workers in New South Wales
- George F. J. Bergman, 'Rümker, Christian Carl Ludwig (1788 - 1862)', Australian Dictionary of Biography, Volume 2, MUP, 1967, pp 403–404
- Serle, Percival (1949). "Rümker, Karl Ludwig Christian". Dictionary of Australian Biography. Sydney: Angus and Robertson.